# 平亚丽
平亚丽（1961年—），中国北京人，前中国女子视障田径运动员，目前职业为盲人按摩师，中国首枚残奥会金牌获得者。
因患先天性白内障，平亚丽双眼视力不到0.1，在国际残奥委员会的运动分级中，她被划分为B2级运动员。
1984年纽约残奥会上，她以4米28的成绩获得女子跳远B2级金牌，这是中国首枚残奥会金牌。
2008年夏季殘奧會開幕式中，她燃點第7棒聖火，並把聖火傳遞於侯斌。